# Adelbert von Schroetter
Heinrich Adelbert Freiherr von Schroetter (* 27. September 1817 in Marienwerder; † 11. November 1874 in Meisenheim) war ein preußischer Landrat im Kreis Meisenheim.

## Leben
Adelbert von Schroetter war ein Sohn des Preußischen Geheimen Justiz- und Oberappellationsgerichtsrats Ferdinand Freiherr von Schrötter (1785–1863) und dessen Ehefrau Elisabeth von Schroetter, geb. von Wedeke (1789–1849), Tochter des lutherischen Theologen Johann Christoph Wedeke, die am 12. September 1814 geheiratet hatten.
Bis zum Jahr 1851 aktiver Soldat wurde von Schroetter im Oktober 1851 kommissarisch als Landrat des Kreises Rößel eingesetzt, im Oktober 1851 folgte seine definitive Ernennung. Mittels Reskript vom 8. Oktober 1872 und zunächst ebenfalls kommissarisch zum Landrat des Kreises Meisenheim ernannt (definitive Ernennung 13. Oktober 1873; formelle Amtseinführung 15. November 1873) starb er dort im Dienst.

## Familie
Von Schroetter heiratete am 7. September 1847 in Willkühnen Konstanze von Wedel (* 5. Oktober 1828 in Königsberg (Preußen), † 29. Mai 1898 in Meran), Tochter des preußischen Premierleutnants Ernst von Wedel und dessen Ehefrau Konstanze von Wedel, geb. von Goldbeck. Adelbert hatte drei Brüder; Bruno von Schrötter (Verwaltungsjurist und Richter), Theobald von Schroetter (Generalmajor und zuletzt Kommandeur des 70. Infanterieregiments), sowie Eduard von Schrötter (Jurist und ebenfalls Landrat).